# Panty & Stocking with Garterbelt
Panty & Stocking with Garterbelt (jap. パンティーとガーターベルト付きストッキング Panti ando Sutokkingu wizu Gātāberuto) – serial anime wyprodukowany przez wytwórnię Gainax, składający się z jednego sezonu z 13 odcinków (serial został anulowany, zanim drugi sezon wszedł w produkcję). Był emitowany od 1 października 2010 do 24 grudnia 2010 na antenie BS NTV (usługa satelitarna telewizji Nippon). W czerwcu 2025 roku premierowała kontynuacja serialu pt. "New Panty & Stocking with Garterbelt".

## Fabuła
Panty i Stocking to dwie siostry anioły, które zostają wysłane do Miasta Daten, by dopełnić boskiej misji i pozbyć się panoszących tam demonów, a wszystko pod czujnym okiem nieśmiertelnego i wielebnego Miasta Daten – Garterbelta.

## Bohaterowie
- Panty (jap. パンティ rom. Panti) – grana przez Arise Ogasawara w wersji japońskiej i przez Jamie Marchi w wersji angielskiej. Jest jedną z tytułowych charakterów i starszą siostrą Stocking. Jest 18-letnią dziewczyną o jasnej skórze, rozczochranych blond włosach i niebieskich oczach. Jej imię wzięło się od słowa Panties co oznacza majtki. Panty mianowicie ma parę różowych majtek (w ludzkim kamuflażu czerwonych), które może zamienić w broń. Jej strój w normalnej postaci, jest biały ze złotymi i czerwonymi elementami, zaś w ludzkim kamuflażu, czerwony ze złotymi elementami. Rozmiar biustu Panty to C. Panty jest aniołem pochodzącym z nieba, który został z niego wyrzucony za popełnienie grzechu, w jej przypadku nadmiernej rozwiązłości.
- Stocking (jap. ストッキング rom. Sutokkingu) – grana przez Mariye Ise w wersji japońskiej i przez Monice Rial w wersji angielskiej. Jest jedną z tytułowych charakterów i młodszą siostrą Panty. Jest 17-letnią dziewczyną o jasnej skórze, uczesanych granatowo-różowych włosach i zielonych oczach. Jej imię wzięło się od słowa Stockings co oznacza pończochy. Stocking mianowicie ma parę niebiesko-białych pończoch (w ludzkim kamuflażu granatowo-czarnych), które może zamienić w broń. Jej strój w normalnej postaci, jest biały ze srebrnymi i niebieskimi elementami, zaś w ludzkim kamuflażu, czarny z granatowymi i białymi elementami. Rozmiar biustu Stocking to DD. Stocking jest aniołem pochodzącym z nieba, który został z niego wyrzucony za popełnienie grzechu, w jej przypadku nadmiernego obżarstwa.
- Garterbelt (jap. ガーターベルト rom. Gātāberuto) – grany przez Kōji Ishii w wersji japońskiej i przez Christophera R. Sabat w wersji angielskiej. Jest jednym z tytułowych charakterów i opiekunem Panty i Stocking. Jest dorosłym mężczyzną o ciemnej skórze, zaczesanych w afro czarnych włosach i brązowych włosach. Jego imię wzięło się od słowa Garterbelts co oznacza pasy łączące majtki z pończochami. Garterbelt mianowicie nosi czarne majtki i pończochy z pasami łączącymi (w ludzkim kamuflażu białe) które może zmienić w czarną strzelbę. Jego strój w ludzkim kamuflażu to jasnoniebieska toga, czarne spodnie i buty. Garterbelt był wysłannikiem nieba, który został wysłany z boską misją, jednak zamiast ją wypełnić został gangsterem i w końcu został zabity przez demona w ludzkim kamuflażu. Kiedy wrócił do nieba, Bóg dał mu drugą szansę na wypełnienie misji, jednak tym razem Garterbelt odmówił i za karę został wysłany na ziemię z nieśmiertelną duszą i żyje tak do dziś.
- Chuck (jap. チャック rom. Chakku) – grany przez Takashi Nakamura w wersji japońskiej i przez Ian Sinclair w wersji angielskiej. Jest jednym z głównych charakterów i zwierzęciem należącym do Panty i Stocking. Jest pso-podobnym stworzeniem o zielonej sierści, białych oczach, dwóch suwakach na głowie i na tyle oraz fioletowej obroży z kolcami. Jego imię wzięło się od słowa Chuck co oznacza gdakanie. Chuck mianowicie, wydaje dźwięki gdakania, a jedyne słowo jakie może powiedzieć to jego własne imię (i też czasami przeklinać). Ma na ciele dużo zapięć, które można również rozsunąć.
- Scanty (jap. スキャンティ rom. Sukyanti) – grana przez Yuka Komatsu w wersji japońskiej i przez Colleen Clinkenbeard w wersji angielskiej. Jest jedną z czarnych charakterów i starszą siostrą Kneesock. Jest 18-letnią dziewczyną o czerwonej skórze, zielonych włosach i żółtych oczach. Jej imię wzięło się od słowa Second Panties co oznacza drugie majtki. Scanty mianowicie ma dwie pary czarnych majtek (w ludzkim kamuflażu białych), które może zamienić w broń. Jej strój w normalnej postaci, jest czarny ze złotymi elementami, zaś w ludzkim kamuflażu, kawowy z brązowymi elementami. Rozmiar biustu Scanty to DD. Scanty jest demonem pochodzącym z piekła, który został wysłany by razem ze swoją siostrą i Corsetem siać niepokój w Mieście Daten za pomocą rozsyłania demonów.
- Kneesock (jap. ニーソックス rom. Nīsokkusu) – grana przez Ayumi Fujimura w wersji japońskiej i przez Cherami Leigh w wersji angielskiej. Jest jedną z czarnych charakterów i młodszą siostrą Scanty. Jest 17-letnią dziewczyną o czerwonej skórze, niebieskich włosach i żółtych oczach. Jej imię wzięło się od słowa Kneesocks co oznacza podkolanówki. Kneesock mianowicie ma parę czarnych podkolanówek (w ludzkim kamuflażu białych), które może zamienić w broń. Jej strój w normalnej postaci, jest czarny ze srebrnymi elementami, zaś w ludzkim kamuflażu, kawowy z brązowymi elementami. Rozmiar biustu Kneesock to C. Kneesock jest demonem pochodzącym z piekła, który został z niego wysłany by razem ze swoją siostrą i Corsetem siać niepokój w Mieście Daten za pomocą rozsyłania demonów.
- Corset (jap. コルセット rom. Korusetto) – grany przez Shigeru Chiba w wersji japońskiej i przez Chris Ayres w wersji angielskiej. Jest jednym z czarnych charakterów i opiekunem Scanty i Kneesock. Jest dorosłym mężczyzną o fioletowej skórze, białych włosach i czerwonych oczach. Jego imię wzięło się od słowa Corset co oznacza gorset. Corset mianowicie nosi biały gorset (w ludzkim kamuflażu czarny) który może zmienić w biały bat. Jego strój w ludzkim kamuflażu to czarny garnitur z białym krawatem i butami. Corset jest wysłannikiem z piekła, który został wysłany z szatańską misją razem ze Scanty i Kneesock, którą jest sianie niepokoju w Mieście Daten za pomocą rozsyłania demonów.
- Fastener (jap. ファスナー rom. Fasunā) – grana przez Miki Makiguchi w wersji japońskiej i przez Christophera Bevins w wersji angielskiej. Jest jedną z czarnych charakterów i zwierzęciem należącym do Scanty i Kneesock. Jest smoko-podobnym stworzeniem o czerwonej skórze, żółtych oczach oraz suwakach na nosie i na karku. Jej imię wzięło się od słowa Fastening co oznacza zapięcie. Fastener mianowicie, ma na ciele dużo zapięć, które można również rozsunąć. Wydaje dźwięki gdakania, a jedyne słowo jakie może powiedzieć to jego własne imię (i też czasami przeklinać).
- Brief (jap. ブリーフ rom. Burīfu) – grany przez Hiroyuki Yoshino w wersji japońskiej i przez Joela McDonald w wersji angielskiej. Jest jednym z głównych charakterów i przyjacielem Panty i Stocking. Jest 18-letnim chłopakiem o jasnej skórze, zaczesanych na oczy rudych włosach i ciemnozielonych oczach. Jego imię wzięło się od słowa Briefs co oznacza slipy. Brief mianowicie nosi parę białych slipów (w ludzkim kamuflażu czarnych) które może zmienić w białą bazukę. Jego strój w ludzkim kamuflażu to zielony kombinezon i buty. Brief jest synem strażnika bramy piekła (znanego jako Hell's Monkey), czego był nieświadomy. Po śmierci jego ojca, Brief stał się jedyną osobą posiadającą klucz do bramy piekła (czyli jego członek), został więc porwany przez Corseta i dany pod opiekę jego wiernego sługi – Mr. Rocka, satanistycznego właściciela Rock Foundation, dopóki Corset nie odkrył, jak go uaktywnić.